# 仿射几何学

在仿射幾何中，可以用普莱费尔公理來找出過C1並平行B1B2之直線，再找出過B2並平行B1C1之直線，這兩條線的交點C2就是對應的平移。

在几何上，仿射几何是不涉及任何原点、长度或者角度概念的几何，但是有两点相减得到一个向量的概念。
它位于欧氏几何和射影几何之间。它是在域K上任意维仿射空间的几何。K为实数域的情况所包含的内容足够使人了解其大部分思想。

## 抽象定义
有一个更精练而且最终更为成功的定义（其代价是更为费解）。对于任意群G存在一个G的主齐性空间概念：它是一个集合S，G在其上作用，作用方式和G在自身通过乘法产生一个枚举是同构的。对于一个向量空间V的仿射空间也就是这样的一个主齐次空间；然后必须在A上恢复数乘这个操作。

## 参看
- 仿射